# Kujon
|  | Denne artikel er oprettet af botten Steenthbot ud fra en ekstern database. Den kan derfor have sproglige fejl eller mangler. Denne skabelon kan fjernes efter kontrol af indholdet. |

Kujon er en dansk kortfilm fra 2020 instrueret af Frederik Paludan.

## Handling
Jens og Katrines dag på stranden starter med dårligt stemning og bliver kun værre, da en lyssky mand forgriber sig på Katrine, mens Jens leger med sin drone længere nede af stranden. Det bliver startskuddet på en bitter dag, der endelig udstiller Jens og Katrines i forvejen skrantende forhold.

## Medvirkende
- Janus Kim Elsig, Jens
- Sophie Zinckernagel, Katrine
- Troels Thorsen, Mand
- Josefine Lindegaard, Ispige